# Західне Леїхіту
Західне Леїхі́ту (індонез. Leihitu Barat) — один з 14 районів округу Центральне Малуку провінції Малуку у складі Індонезії. Розташований у західній частині острова Амбон. Адміністративний центр — селище Ларіке.

## Адміністративний поділ
До складу району входять 5 селищ:
| Населений пункт  | Населення, осіб (2010) |
| ---------------- | ---------------------- |
| Алланг, селище   | 4022                   |
| Вакасіху, селище | 3025                   |
| Ларіке, селище   | 4305                   |
| Лілібої, селище  | 1830                   |
| Хату, селище     | 3496                   |